# Нойфельд, Фридрих
Фридрих Нойфельд (нем. Fred Neufeld; 17 февраля 1869, Данциг — 18 апреля 1945, Берлин) — немецкий медик, врач и бактериолог, открывший различные типы пневмококков. Это открытие привело Ф. Гриффита к эксперименту, известному ныне как эксперимент Гриффита, которым он показал существование «трансформирующего принципа», позднее идентифицированного как ДНК. Вся современная молекулярная биология возникла из этой работы.

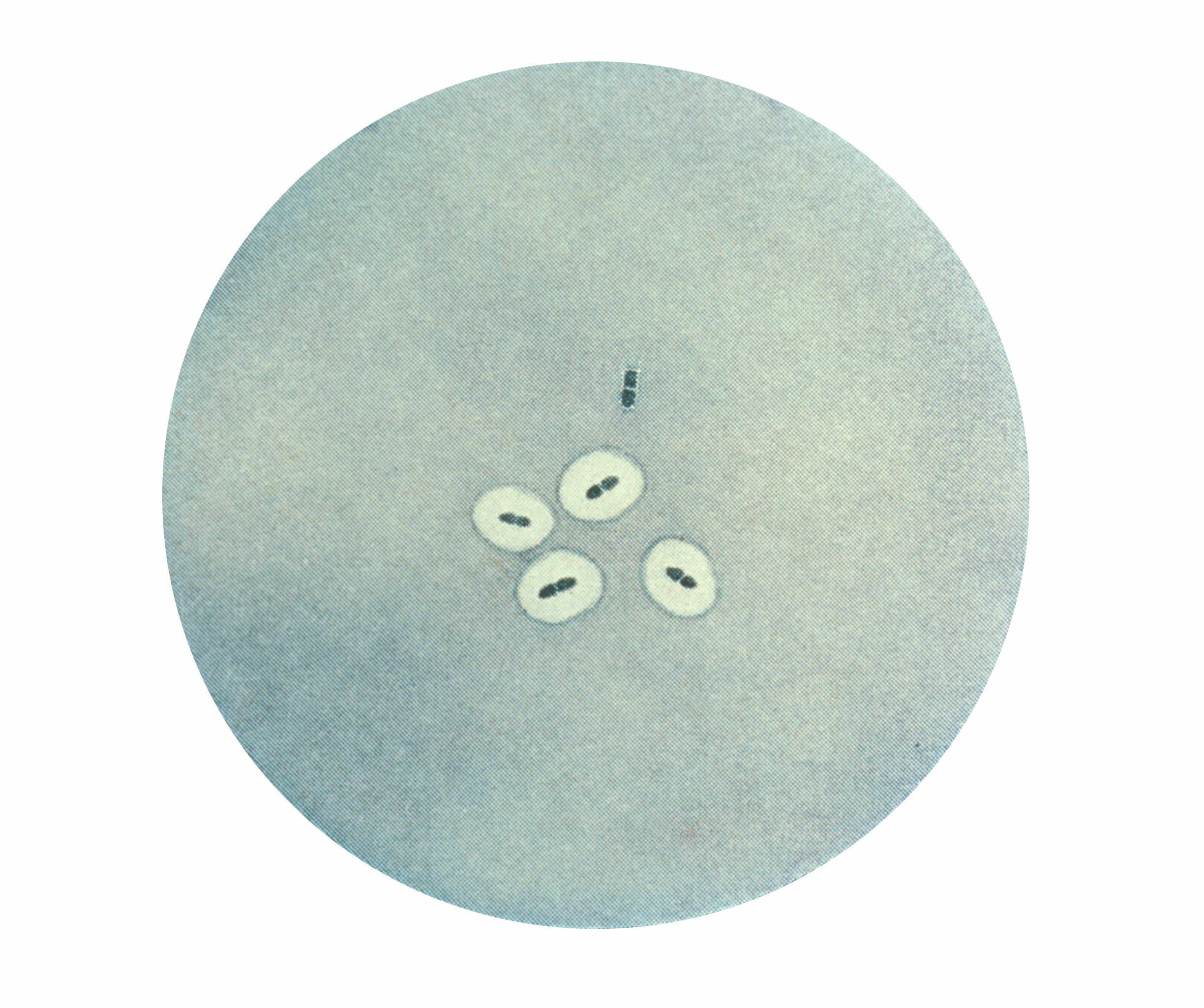
Микрофотография пневмококков, показывающих набухание капсулы с помощью теста Нойфельда

Сын врача. Получил медицинское образование. В 1894 году стал помощником Роберта Коха. Работал с ним над изучением туберкулёза. В 1903 году отправился с Кохом в Родезию, где изучал чуму крупного рогатого скота.
В 1900 году Нойфельд обнаружил растворимость пневмококков в желчи. Добавление небольшого количества бычьей желчи к пневмококковой культуре приводит к полному разрушению культуры после непродолжительной инкубации. Это уникальное свойство стало широко использоваться для диагностики пневмококковых инфекций. Позже, используя иммунологические методы, он классифицировал пневмококки трёх типов, основываясь на том факте, что бактерии будут набухать в присутствии специфических антисывороток, которые он назвал реакцией «набухания» (Quellung). Реакция подавления позволила легко идентифицировать типы пневмококков в лаборатории. Используя открытия Нойфельда, Ф. Гриффит доказал, что пневмококки могут передавать генетическую информацию и преобразовывать один тип в другой.
С 1917 по 1933 год Нойфельд был директором Института Роберта Коха в Берлине.
Hа протяжении многих лет был соредактором журнала по гигиене и инфекционным заболеваниям (ныне «Медицинская микробиология и иммунология» (Medical Microbiology and Immunology)).
Вероятно, Нойфельд погиб в конце Второй мировой войны в Берлине в результате истощения.

## Награды
- Почётный профессор Берлинского университета (1929).
- Член имперского совета здравоохранения
- Член Леопольдины (1932).
- Медаль Гёте за искусство и науку (1939).

## Избранные труды
- Seuchenentstehung u. -bekämpfung. 1914.
- Pneumokokken. In: W. Kolle, R. Kraus, P. Uhlenhuth (Hrsg.): Handbuch der pathogenen Mikroorganismen. Band IV, 1928.